# سونيك يوث
سونيك يوث هي فرقة روك أمريكية تشكلت في مدينة نيويورك عام 1981. وظل الأعضاء المؤسسون ثورستون مور (غيتار، غناء)، كيم غوردون (غيتار باس، غناء، غيتار) لي رانالدو (غيتار، غناء) معا لكامل تاريخ الفرقة، في حين يتبع ستيف شيلي (الطبول) سلسلة من الطبالين الذين ظلوا على المدى القصير في عام 1985.
نشأت فرقة سونيك يوث من حركة اللا موجة الفنية التجريبية والمشهد الموسيقي في نيويورك قبل أن تتحول إلى فرقة روك تقليدية وأصبحت أبرز مجموعات النويز روك الأمريكية. تمت الإشادة بالفرقة لأنها «أعادت تعريف ما يمكن لغيتار الروك فعله»  باستخدام مجموعة واسعة من عمليات الضبط والإعداد غير التقليدية القيثارات مع آلات مثل عصي الطبل لتغيير نغمة الآلات. وتعتبر الفرقة ذات تأثير محوري على حركات الروك البديل والإيندي.
بدأت الفرقة العزف بين جمهور بسيط في أواخر الثمانينات وأصدرت ستة ألبومات على علامة إس إس تي ريكوردز أثنى عليها النقاد، ثم شهدت نجاحا بين الجمهور السائد في التسعينات وبداية القرن بعد توقيعها مع علامة دي جي سي ريكوردز الكبرى في عام 1990 وشاركت في مهرجان لولابالوزا عام 1995. في عام 2011، أعلن رانالدو أن الفرقة «ستنتهي لبعض الوقت» بعد انفصال الزوجين جوردون ومور. أعلن ثورستون مور في مايو 2014 أن الفرقة في حالة انقطاع مؤقت. أشارت غوردون في عدة مرات في سيرتها الذاتية عام 2015 «فتاة في الفرقة» إلى أن الفرقة الآن «منقسمة».

## روابط خارجية
- سونيك يوث على موقع IMDb (الإنجليزية)
- سونيك يوث على موقع الموسوعة البريطانية (الإنجليزية)
- سونيك يوث على موقع ميوزك برينز (الإنجليزية)
- سونيك يوث على موقع رولينغ ستون (الإنجليزية)
- سونيك يوث على موقع أول ميوزيك (الإنجليزية)
- سونيك يوث على موقع ديسكوغز (الإنجليزية)